# 群馬県林業公社
一般社団法人群馬県林業公社（いっぱんしゃだんほうじんぐんまけんりんぎょうこうしゃ）は、群馬県などの出資による林業公社。1966年に設立され、森林の維持管理や木材の販売、県立森林公園の管理運営などを行う。

## 概要
- 所在地 - 群馬県前橋市大友町一丁目18-7
- 会長 - 大澤正明（群馬県知事）
- 理事長 - 市村良平
- 主な事業
  - 森林整備グループ - 森林管理事業、森林の調査・測量など
  - 調査設計グループ - 林道の用地測量、森林公園等の施設配置図作成など

## 沿革
- 1966年 - 造林公社設立。
- 1980年 - 社団法人群馬県林業公社に改組。
- 2006年 - 指定管理者として、さくらの里とみかぼ森林公園の管理運営を受託。
- 2011年 - 木材価格下落などにより、民事再生法の適用を申請。負債総額は166億円[1]。